# 高家祠堂 (合肥)
高家祠堂位于安徽省合肥市庐阳区长江中路57号。始建于明初，太平天国时期毁于战火，清末重建。1985年列入第一批合肥市文物保护单位。2009年修缮。2015年列入合肥市第一批保护性建筑名录。